# Александро-Ершинский сельсовет
Александро-Ершинский сельсовет — сельское поселение в Дзержинском районе Красноярского края.
Административный центр — деревня Александро-Ерша.

## Население
| 2010 | 2012 | 2013 | 2014 | 2015 | 2016 | 2017 |
| ---- | ---- | ---- | ---- | ---- | ---- | ---- |
| 793  | →793 | ↘787 | ↘780 | ↗784 | ↘780 | ↗781 |

## Состав сельского поселения
В состав сельского поселения входят 5 населённых пунктов:
| № | Населённый пункт | Тип населённого пункта          | Население |
| - | ---------------- | ------------------------------- | --------- |
| 1 | Александро-Ерша  | деревня, административный центр | 439       |
| 2 | Вознесенка       | село                            | 74        |
| 3 | Курыш            | посёлок                         | 12        |
| 4 | Николаевка       | деревня                         | 139       |
| 5 | Чурюково         | деревня                         | 129       |

27 сентября 1996 года Законом № 11-337 был упразднён Вознесенский сельсовет и его населённые пункты (село Вознесенка, посёлок Курыш, деревня Чурюково) переданы в Александро-Ершинский сельсовет.

## Местное самоуправление
Александро-Ершинский сельский Совет депутатов
Дата избрания14.03.2010. Срок полномочий: 5 лет. Количество депутатов: 8
Глава муниципального образования
- Казаченок Людмила Ивановна. Дата избрания: 14.03.2010. Срок полномочий: 5 лет